# НСУ 5/12 ПС
НСУ 5/12 ПС био је мали аутомобил произведен између 1913. и 1914. године од стране немачког произвођача аутомобила НСУ у њиховој фабрици у Некарсулму, који је наследник модела 5/11 ПС.
Аутомобил је покретао четвороцилиндрични мотор који је имао је запремину 1132 cm³ (пречник х ход = 60 к 100 мм), снаге 8,8 kW (11,8 КС) при 1600 обртаја. са подмазивањем под притиском и магнетним паљењем. Снага мотора се преносила преко конусног квачила, тробрзинског мењача и вратила на задње точкове.
Међуосовински растојање је било 2210 мм и размак точкова 1150 мм, за двосед моделе, а остали модели су монтирани на шасији са међуосовинским растојањем од 2400 мм. Тежина шасије је 550 кг и максимална брзина 55 км/ч.
НСУ 5/12 ПС је био доступан са каросеријам као отворени путнички аутомобил са два или три седишта, дупли фетон или комби. Правоугаони је замењен овалном хладњаком, који се боље уклапао у нови торпедо облик аутомобила.
Непосредно пре почетка Првогог светског рата, 1914. године, овај модел је заменио 5/15 ПС са новим мотором.